# Ludgarda Jabłonowska
Ludgarda Jabłonowska z Tyszkiewiczów (ur. 1826, zm. 1904) – polska księżna. 

## Rodzina
Córka Benedykta Tyszkiewicza – marszałka gubernialnego kowieńskiego i Wandy z Wańkowiczów. Od 1848 roku żona kamerdynera dworu cesarskiego księcia Władysława Jabłonowskiego – syna Maksymiliana Jabłonowskiego i Teresy Lubomirskiej z linii na Dubnie na Wołyniu. 
Jako spadkobierczyni męża weszła w posiadanie m.in. Czarnolasu i doprowadziła do odbudowy dworku Jana Kochanowskiego, wpisując się w ten sposób w działalność poprzednich jego właścicielek: Teresy Raczyńskiej, Magdaleny Lubomirskiej oraz Teresy Jabłonowskiej.
Poza dobrami czarnoleskimi Ludgarda Jabłonowska odziedziczyła dobra należące uprzednio do rodziny Jabłonowskich na Wołyniu: klucz hulski i płużański koło Ostroga, które zadłużone wskutek nadmiernych wydatków Władysława Jabłonowskiego, oddłużył jego teść Benedykt Tyszkiewicz. W Ostrogu przyczyniła się m.in. do odnowienia kościoła farnego przy parafii Wniebowzięcia Najświętszej Maryi Panny.
Po śmierci Ludgardy Jabłonowskiej dobra czarnoleskie i wołyńskie weszły w posiadanie syna siostry Benedykta Henryka Tyszkiewicza z Czerwonego Dworu pod Kownem.
Ludgarda Jabłonowska, zmarła w swoich dobrach na Wołyniu, spoczęła w krypcie czarnoleskiej u boku swojego męża Władysława.